# To the Abandoned Sacred Beasts
To the Abandoned Sacred Beasts (litt. «  Aux bêtes sacrées abandonnées »), connue au Japon sous le nom de Katsute kamidatta kemono-tachi e (かつて神だった獣たちへ, litt. « Aux bêtes qui étaient autrefois des divinités ») et abrégée en Katsu kami (かつ神), est une série de manga écrite et dessinée par le duo Maybe. Il s'agit d'une dark fantasy dont l'histoire tourne autour de soldats surpuissants mi-hommes mi-bêtes issus de la magie noire, appelés « Divins ». Le manga est actuellement prépublié dans le magazine Bessatsu Shōnen Magazine de Kōdansha depuis juin 2014. Pika Édition publie la série en français depuis octobre 2017,.
Une adaptation en une série télévisée d'animation par le studio MAPPA est diffusée pour la première fois entre le 1er juillet et le 16 septembre 2019 au Japon,.

## Intrigue
Dix ans de guerre civile déchira le continent Patria (パトリア大陸, Patoria tairiku) entre le Nord unioniste et le Sud confédéré ; la paix a été instaurée par le Nord avec l'utilisation de soldats surpuissants mi-hommes mi-bêtes créés avec de la magie noire appelés « Divins mimétiques » (擬神兵, Gishinei). S'ils furent traités comme des divinités à la fin de la guerre, le commun des mortels a commencé à les craindre au fil des années à cause de leur pouvoir imposant et des incidents provoqués par certains qui ont perdu leur humanité et qui sont considérés comme des « bêtes » (獣, kemono) ; de là, débute une chasse contre ces anciens soldats tombés en disgrâce.
Nancy Charlotte Bancroft est obnubilée par la vengeance contre la personne qui a tué son père, qui était un Divin. Elle finit par retrouver celui qu'on appelle le Chasseur de bêtes, Hank, mais elle finit par le suivre en découvrant au passage toute la vérité autour des Divins.

## Personnages

### Personnages principaux
Hank Henriette (ハンク・ヘンリエット, Hanku Henrietto)
Voix japonaise : Katsuyuki Konishi,
Nancy Charlotte Bancroft (ナンシー・シャール・バンクロフト, Nanshī Shāru Bankurofuto)
Voix japonaise : Ai Kakuma (ja),
Surnommée Schaal.
Cain Madhouse (ケイン・マッドハウス, Kein Maddohausu)
Voix japonaise : Yūichi Nakamura,
Elaine Bluelake (エレイン・ブルーレーク, Erein Burūrēku)
Voix japonaise : Mamiko Noto,
Claude Withers (クロード・ウィザース, Kurōdo Wizāsu)
Voix japonaise : Kaito Ishikawa,
Liza Runecastle (ライザ・ルネキャッスル, Raiza Runekyassuru)
Voix japonaise : Yōko Hikasa,
Miglieglia (ミリエリア, Mirieria)
Voix japonaise : Kana Ichinose,
Elizabeth Weezer (エリザベス・ウィザー, Erizabesu Wizā) / Arachné (アラクネ, Arakune)
Voix japonaise : Māya Sakamoto,

### Divins
Edgar (エドガー, Edogā) / Basilic (バジリスク, Bajirisuku)
Voix japonaise : Hiroki Yasumoto,
John William Bancroft (ジョン・ウィリアム・バンクロフト, Jon Wiriamu Bankurofuto) / Níðhöggr (ニーズヘッグ, Nīzuheggu)
Voix japonaise : Daisuke Hirakawa (ja),
Daniel Price (ダニエル・プライス, Danieru Puraisu) / Spriggan (スプリガン, Supurigan)
Voix japonaise : Shinnosuke Tachibana (ja),
Théodore Sherman (セオドア・シャーマン, Seodoa Shāman) / Minotaure (ミノタウロス, Minotaurosu)
Voix japonaise : Kōki Uchiyama,
Arthur Allston (アーサー・オールストン, Āsā Ōrusuton) / Béhémoth (ベヒモス, Behimosu)
Voix japonaise : Kenjiro Tsuda,
Christopher Keynes (クリストファー・ケインズ, Kurisutofā Keinzu) / Gargouille (ガーゴイル, Gāgoiru)
Voix japonaise : Jun Fukuyama,
Béatrice (ベアトリス, Beatorisu) / Sirène (セイレーン, Seirēn)
Voix japonaise : Saori Hayami,
Roy (ロイ, Roi) / Garm (ガルム, Garumu)
Voix japonaise : Tatsuhisa Suzuki (ja),
Miles Byron (マイルズ・バイロン, Mairuzu Bairon) / Centaure (ケンタウロス, Kentaurosu)
Voix japonaise : Tomokazu Sugita,

## Productions et supports

### Manga
Katsute kamidatta kemono-tachi e (かつて神だった獣たちへ) est écrite et dessinée par le duo Maybe. L'univers de l'œuvre emprunte des éléments de l'histoire américaine des années 1860-1870 tandis que les Divins sont basés sur les différents bestiaires mythologiques, légendes et contes fantastiques de la culture occidentale. La série est lancée dans le numéro de juillet 2014 du magazine de prépublication de shōnen manga Bessatsu Shōnen Magazine, sorti le 9 juin 2014. Les chapitres sont rassemblés et édités dans le format tankōbon par Kōdansha avec le premier volume publié en décembre 2014 ; la série compte à ce jour onze volumes tankōbon.
En juin 2017, Pika Édition a annoncé l'octroi de la licence du manga pour la version française sous le titre To the Abandoned Sacred Beasts et dont les deux premiers volumes sont sortis en octobre 2017,. La maison d'édition nord-américaine Vertical a annoncé le 27 août 2015 qu'elle publierait une version anglaise de la série pour une sortie du premier volume en mai 2016 sous le titre The Abandoned Sacred Beasts avant de choisir le titre actuel,.

#### Liste des volumes
| no | Japonais         | Japonais          | Français          | Français          |
| no | Date de sortie   | ISBN              | Date de sortie    | ISBN              |
| -- | ---------------- | ----------------- | ----------------- | ----------------- |
| 1  | 9 décembre 2014  | 978-4-06-395262-9 | 4 octobre 2017    | 978-2-8116-3010-2 |
| 2  | 9 juin 2015      | 978-4-06-395410-4 | 4 octobre 2017    | 978-2-8116-3011-9 |
| 3  | 9 décembre 2015  | 978-4-06-395552-1 | 29 novembre 2017  | 978-2-8116-3787-3 |
| 4  | 9 août 2016      | 978-4-06-395682-5 | 7 février 2018    | 978-2-8116-4054-5 |
| 5  | 9 février 2017   | 978-4-06-395836-2 | 4 avril 2018      | 978-2-8116-4098-9 |
| 6  | 8 septembre 2017 | 978-4-06-510201-5 | 6 juin 2018       | 978-2-8116-4205-1 |
| 7  | 9 mars 2018      | 978-4-06-511070-6 | 7 novembre 2018   | 978-2-8116-4487-1 |
| 8  | 9 août 2018      | 978-4-06-512324-9 | 9 janvier 2019    | 978-2-8116-4576-2 |
| 9  | 8 février 2019   | 978-4-06-514422-0 | 11 septembre 2019 | 978-2-8116-5094-0 |
| 10 | 9 juillet 2019   | 978-4-06-516284-2 | 18 mars 2020      | 978-2-8116-5430-6 |
| 11 | 9 juillet 2019   | 978-4-06-518780-7 | 3 mars 2021       | 978-2-8116-6043-7 |
| 12 | 9 mars 2021      | 978-4-06-522645-2 | 17 novembre 2021  | 978-2-8116-6556-2 |
| 13 | 9 novembre 2021  | 978-4-06-525987-0 | ー                |                   |

### Anime
Une adaptation en une série télévisée d'animation a été révélée par le studio MAPPA en février 2019. Celle-ci est réalisée par Jun Shishido avec des scripts de Shigeru Murakoshi, des character designs fournis par Daisuke Niinuma et une bande originale composée par Yoshihiro Ike,. La série est diffusée pour la première fois au Japon entre le 1er juillet et le 16 septembre 2019 sur Tokyo MX et BS11, et un peu plus tard sur MBS et AT-X,. La série est composée de 12 épisodes répartis dans quatre coffrets Blu-ray/DVD. Crunchyroll détient les droits de diffusion en streaming de l'anime à l'étranger,.
La chanson de l'opening de la série, intitulée Sacrifice (サクリファイス, Sakurifaisu), est écrite et composée par Mafumafu, tandis que celle de l'ending, intitulée HHOOWWLL, est interprétée par Gero×ARAKI.

#### Liste des épisodes
| No | Titre français                   | Titre japonais         | Titre japonais                   | Date de 1re diffusion |
| No | Titre français                   | Kanji                  | Rōmaji                           | Date de 1re diffusion |
| -- | -------------------------------- | ---------------------- | -------------------------------- | --------------------- |
| 1  | To the Abandoned Sacred Beasts   | かつて神だった獣たちへ | Katsute kamidatta kemono-tachi e | 1er juillet 2019      |
| 2  | La Fille du dragon               | 竜の娘                 | Ryū no musume                    | 8 juillet 2019        |
| 3  | La Forteresse du Minotaure       | ミノタウロスの要塞     | Minotaurosu no yōsai             | 15 juillet 2019       |
| 4  | La Grande Marche de Béhémoth     | 巨獣の猛進             | Kyojū no mōshin                  | 22 juillet 2019       |
| 5  | Le Châtiment de la Gargouille    | ガーゴイルの断罪       | Gāgoiru no danzai                | 29 juillet 2019       |
| 6  | Le Roi des bêtes                 | 獣の王                 | Kemono no ō                      | 5 août 2019           |
| 7  | Presser la détente des souvenirs | 追憶の引鉄             | Tsuioku no hikigane              | 12 août 2019          |
| 8  | La Princesse des berceuses       | 眠りの歌姫             | Nemuri no utahime                | 19 août 2019          |
| 9  | Le Chien de garde des Enfers     | 冥府の番犬             | Meifu no banken                  | 26 août 2019          |
| 10 | Les Deux serments                | 二つの誓い             | Futatsu no chikai                | 2 septembre 2019      |
| 11 | Le Signal des hostilités         | 騒乱の嚆矢             | Sōran no kōshi                   | 9 septembre 2019      |
| 12 | Les Poursuivants                 | 追う者たち             | Ousha-tachi                      | 16 septembre 2019     |

## Accueil
Le premier volume de la série a atteint la 39e place du classement hebdomadaire des ventes de mangas de l'Oricon, avec 22 468 exemplaires écoulés ; le deuxième volume a atteint la 31e place avec 18 638 copies vendus ; le troisième volume a atteint la 39e place avec 28 018 exemplaires vendus ; et le quatrième volume atteint la 24e place avec 32 728 copies écoulées.

### Œuvres
Édition japonaise
1. 1 2  (ja) « かつて神だった獣たちへ（１） », sur Kōdansha (consulté le 21 juin 2019)
2. 1 2  (ja) « かつて神だった獣たちへ（２） », sur Kōdansha (consulté le 21 juin 2019)
3. 1 2  (ja) « かつて神だった獣たちへ（３） », sur Kōdansha (consulté le 21 juin 2019)
4. 1 2  (ja) « かつて神だった獣たちへ（４） », sur Kōdansha (consulté le 21 juin 2019)
5. 1 2  (ja) « かつて神だった獣たちへ（５） », sur Kōdansha (consulté le 21 juin 2019)
6. 1 2  (ja) « かつて神だった獣たちへ（６） », sur Kōdansha (consulté le 21 juin 2019)
7. 1 2  (ja) « かつて神だった獣たちへ（７） », sur Kōdansha (consulté le 21 juin 2019)
8. 1 2  (ja) « かつて神だった獣たちへ（８） », sur Kōdansha (consulté le 21 juin 2019)
9. 1 2  (ja) « かつて神だった獣たちへ（９） », sur Kōdansha (consulté le 21 juin 2019)
10. 1 2  (ja) « かつて神だった獣たちへ（１０） », sur Kōdansha (consulté le 21 juin 2019)
11. 1 2  (ja) « かつて神だった獣たちへ（１１） », sur Kōdansha (consulté le 19 août 2020)

Édition française
1. 1 2  « To the Abandoned Sacred Beasts T01 », sur Pika Édition (consulté le 21 juin 2019)
2. 1 2  « To the Abandoned Sacred Beasts T02 », sur Pika Édition (consulté le 21 juin 2019)
3. 1 2  « To the Abandoned Sacred Beasts T03 », sur Pika Édition (consulté le 21 juin 2019)
4. 1 2  « To the Abandoned Sacred Beasts T04 », sur Pika Édition (consulté le 21 juin 2019)
5. 1 2  « To the Abandoned Sacred Beasts T05 », sur Pika Édition (consulté le 21 juin 2019)
6. 1 2  « To the Abandoned Sacred Beasts T06 », sur Pika Édition (consulté le 21 juin 2019)
7. 1 2  « To the Abandoned Sacred Beasts T07 », sur Pika Édition (consulté le 21 juin 2019)
8. 1 2  « To the Abandoned Sacred Beasts T08 », sur Pika Édition (consulté le 21 juin 2019)
9. 1 2  « To the Abandoned Sacred Beasts T09 », sur Pika Édition (consulté le 26 août 2019)
10. 1 2  « To the Abandoned Sacred Beasts T10 », sur Pika Édition (consulté le 19 août 2020)